# В круге первом (телесериал)
«В кру́ге пе́рвом» — первая масштабная экранизация произведения А. И. Солженицына, сценарий к которой написал сам автор. Фрагменты романа «В круге первом» в прочтении Солженицына звучат в закадровом тексте.
Глеб Панфилов:

Я прочитал роман в 1974 году и был потрясён. «Вот это бы сделать!» — подумал я тогда. Но догадывался, что это станет возможным лет через 300. Я ошибался — получилось снять через 30 лет.

## Сюжет
Действие происходит в СССР в 1949 году. В подмосковной шарашке Марфино учёные-зэки работают над заказом самого Сталина — аппаратом секретной телефонной связи. Перед главным героем Глебом Нержиным стоит тяжёлый нравственный выбор: служить ненавистному ему режиму или променять счастье тёплой шарашки на тюремный этап ГУЛАГа.
Другая сюжетная линия — это история предателя Иннокентия Володина. Дипломат, выезжавший за рубеж, представитель элиты советской интеллигенции, пытается передать в посольство США информацию о попытке получения агентом советской разведки наработок учёных США в области производства атомной бомбы.

## В ролях
Глеб Панфилов:

…Александру Исаевичу перед началом работы я предъявил только альбом с фотографиями будущих исполнителей ролей. И этого <…> было достаточно, чтобы он согласился. Ему очень пришлась по душе идея снимать Евгения Миронова в главной роли. Помню, Галина Вишневская даже говорила в одном интервью: «Как похож Миронов на молодого Солженицына». Я убеждён, что это был верный выбор.
- Евгений Миронов — Глеб Нержин, математик
- Дмитрий Певцов — Иннокентий Володин, дипломат
- Алексей Колубков — Лев Рубин
- Сергей Карякин — Дмитрий Сологдин
- Игорь Кваша — Сталин
- Михаил Самохвалов — Фома Гурьянович Осколупов, куратор объекта «Марфино»
- Олег Харитонов — Руська
- Вячеслав Богачёв — Селивановский
- Валерий Хромушкин — Потапов
- Семён Фурман — Абрамсон
- Михаил Кононов — Спиридон Данилович Егоров, дворник
- Григорий Данцигер — майор Ройтман
- Сергей Баталов — майор Шикин-Мышин
- Роман Мадянов — Абакумов
- Александр Тютин — полковник Яконов
- Владимир Яковлев — Хоробров
- Ришат Губайдулин — Булатов
- Игорь Регнер — Двоетёсов
- Михаил Солодко — Сидоров
- Алексей Паламарчук — Артур Сиромаха, стукач
- Анатолий Панфилов — Земеля
- Олег Кныш — лейтенант Жвакун
- Игорь Скляр — Илларион Павлович Герасимович, учёный
- Василий Белокопытов — лейтенант Смолосидов
- Яна Есипович — Симочка
- Евгений Стычкин — Прянчиков
- Павел Кипнис — Кондрашов
- Ольга Дроздова — Дотнара, жена Володина
- Юлия Новикова — Клара
- Сергей Галкин — Бульбанюк
- Вернер Оамер — полковник Климентьев
- Богдан Берзиньш — лейтенант Шустерман
- Андрей Смирнов — Бобынин
- Николай Пеньков — Макарыгин, прокурор
- Людмила Поргина — жена Макарыгина
- Евгений Гришковец — Галахов, писатель
- Алиса Признякова — Динэра, жена Галахова
- Борис Любимов — критик
- Нелли Уварова — Нинель
- Александр Носик — Виталий Евгеньевич, референт
- Нина Шацкая — Нина, певица
- Алексей Дадонов — офицер Наделашин
- Галина Тюнина — Надя, жена Нержина
- Инна Чурикова — Наталья Павловна, жена Герасимовича
- Альберт Филозов — дядя Авенир
- Наталья Шульга — жена дяди Авенира
- Борис Романов — профессор Челнов
- Анастасия Лапина — Лариса Емина
- Владимир Конкин — профессор Веренев
- Игорь Угольников — Рюмин
- Владимир Ильин-Королёв — Авдеев, телеграфист
- Роман Крюков — Тюкин, телеграфист
- Дмитрий Титов — генерал Власик
- Денис Карасёв — Щагов
- Виктория Фишер — Люська
- Наталья Рыжих — Оленька
- Ольга Сарычева — Муза
- Елена Петунина — Даша
- Марфа Лаврова — дочь Спиридона
- Ксения Качалина — жена Потапова
- Константин Зубрилин — Щевронок
- Игорь Мулев — инженер Маркушев
- Максим Щёголев — палач

## Музыка
Каждая серия фильма начинается с патриотической песни тех лет:
- Серия 1. Россия («Где найдёшь страну на свете краше Родины моей?»). Музыка А. Новикова, слова С. Алымова. 1947 год.
- Серия 2. Песня о столице («Стоит наш Союз, как утёс величавый»). Музыка братьев Дмитрия и Даниила Покрассов, слова В. Лебедева-Кумача.
- Серия 3. Не скосить нас саблей острой («Было много охотников разных»). Музыка братьев Покрасс, слова В. Лебедева-Кумача. 1936 год.
- Серия 4. Наша детская железнодорожная («По счастливой магистрали»). Музыка И. Дунаевского, слова Я. Шварцмана.
- Серия 5. Колхозная песня о Москве («От колхозного вольного края свой привет мы тебе принесли»). Музыка Ф. Маслова, слова В. Гусева.
- Серия 6. Краснофлотский марш («Вкруг советской земли океаны легли»). Музыка М. Блантера, слова В. Лебедева-Кумача. 1937 год. Исполняет ансамбль песни и пляски Московского военного округа под управлением В. П. Побединского. Солист И. Кулешов. Исполнение 1941 года.
- Серия 7. Наш тост («Если на празднике с нами встречаются»). Музыка И. Любана, слова М. Косенко и А. Тарковского. 1942 год.
- Серия 8. Песня о Сталине («На просторах Родины чудесной»). Музыка М. Блантера, слова А. Суркова. 1937 год.
- Серия 9. Вставай, патриот («Вставай, патриот, на защиту страны, наше грозное время не ждёт»). Музыка З. Дунаевского, слова В. Лебедева-Кумача. 1941. Исполняет ансамбль песни и пляски НКВД СССР под управлением З. Дунаевского.
- Серия 10. Повторяется песня из первой серии.

Главной музыкальной темой сериала служит мелодия песни «Не слышно шуму городского». Неоднократно звучит популярная песня Александра Варламова «Уходит вечер» — сперва по радио, в оригинальном варианте, затем её напевает герой Евгения Миронова, а также под аккомпанемент аккордеона её исполняет артистка (Нина Шацкая), приглашённая на домашний праздник в квартиру тестя Иннокентия Володина.

## Награды
Экранизация «В круге первом» получила премию «Ника» (2005) в категории «Лучший телевизионный фильм» и приз телевизионной прессы как «телесобытие года» (ТЭФИ-2006) «За обращение к трагической теме отечественной истории и за экранное воплощение прозы Александра Солженицына», Солженицын — ТЭФИ за лучший сценарий, Анатолий Панфилов и Константин Зубрилин — за лучшую работу художника-постановщика, а Михаил Агранович как лучший оператор телевизионного художественного фильма/сериала.
Сериал удостоен главного приза — в номинации «Лучший сериал» — Международного фестиваля аудиовизуальных программ в Биаррице (2007).